# Azorenhoog

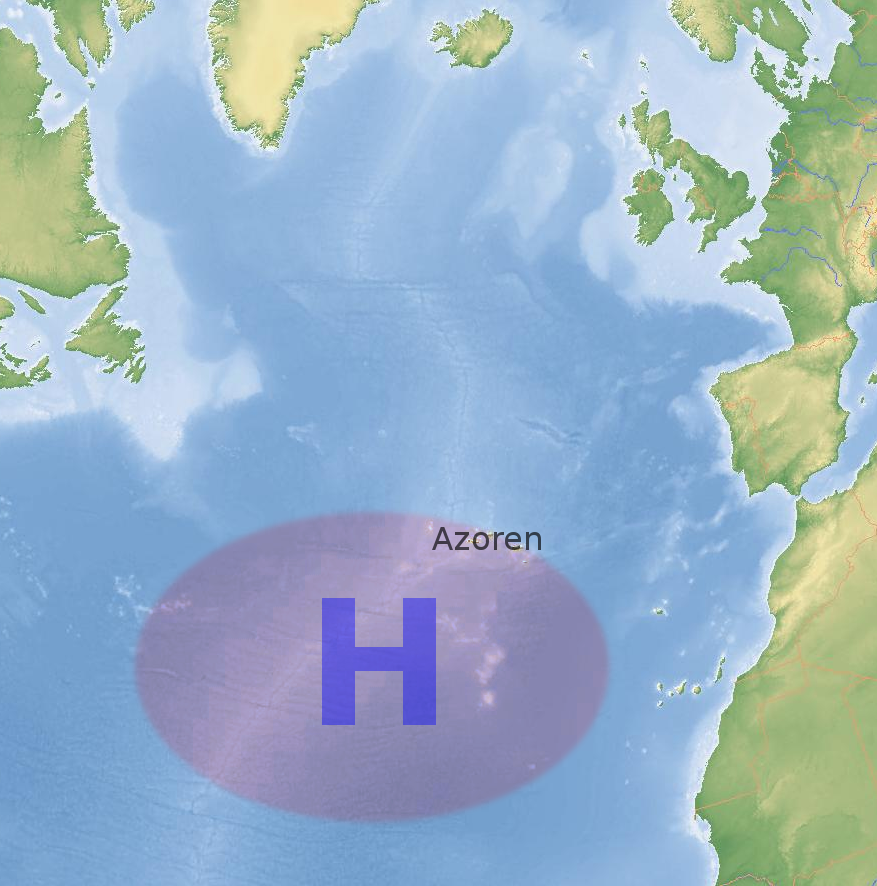
Gemiddelde locatie van het Azorenhoog ten opzichte van de Azoren

Het Azorenhoog is een groot subtropisch semi-permanente hogedrukzone rond of nabij de eilandengroep de Azoren in de Atlantische Oceaan.
Het Azorenhoog ontstaat door de uitwisseling van warmte tussen de tropen en de poolgebieden. Het hogedrukgebied bij de Azoren is van belang voor het weer in Europa. Het luchtdrukverschil tussen het Azorenhoog en de depressie bij IJsland bepaalt de sterkte van de westelijke stroming.
Onduidelijk is nog wat er verandert aan de positie van het Azorenhoog onder invloed van het versterkte broeikaseffect.